# Pangaribuan (Siempat Nempu Hulu)
Pangaribuan is een bestuurslaag in het regentschap Dairi van de provincie Noord-Sumatra, Indonesië. Pangaribuan telt 997 inwoners (volkstelling 2010).